# Lista de episódios de The Mentalist
The Mentalist é uma série de televisão que estreou em 23 de setembro de 2008.
A série apresenta a vida de  Patrick Jane (Simon Baker), um consultor independente para a California Bureau of Investigation (CBI), sediada em Sacramento, Califórnia.
Ele tem um histórico notável para a resolução de crimes graves, usando suas realmente incríveis habilidades de observação.
Jane também faz uso frequente de sua habilidades e seu passado de semi-celebridade como um vidente com habilidades paranormais, apesar disso, ele agora admite que fingia.
Ele abandonou sua profissão quando sua busca atraiu a atenção de um assassino em serie, Red John, que matou sua esposa e filha.
Os títulos de quase todos os episódios se referem ou aludem a "Red" como uma palavra, cor ou conceito.
Em  10 de maio de 2014 a rede CBS Renovou a série para sua sétima temporada.

## Resumo da série
| Temporadas | Temporadas | Episódios | Início                 | Final                   | Lançamento em DVD      | Lançamento em DVD     | Lançamento em DVD      |
| Temporadas | Temporadas | Episódios | Início                 | Final                   | Região 1               | Região 2              | Região 4               |
| ---------- | ---------- | --------- | ---------------------- | ----------------------- | ---------------------- | --------------------- | ---------------------- |
|            | 1          | 23        | 23 de setembro de 2008 | 19 de maio de 2009      | 22 de setembro de 2009 | 8 de março de 2010    | 23 de setembro de 2009 |
|            | 2          | 23        | 24 de setembro de 2009 | 20 de maio de 2010      | 21 de setembro de 2010 | 8 de novembro de 2010 | 10 de novembro de 2010 |
|            | 3          | 24        | 23 de setembro de 2010 | 19 de maio de 2011      | 20 de setembro de 2011 | 10 de outubro de 2011 | 26 de outubro de 2011  |
|            | 4          | 24        | 22 de setembro de 2011 | 17 de maio de 2012      | 18 de setembro de 2012 | 8 de outubro de 2012  | 31 de outubro de 2012  |
|            | 5          | 22        | 30 de setembro de 2012 | 5 de maio de 2013       | 17 de setembro de 2013 | 14 de outubro de 2013 | 16 de outubro de 2013  |
|            | 6          | 22        | 29 de setembro de 2013 | 18 de maio de 2014      | 30 de setembro de 2014 | 20 de outubro de 2014 | 8 de outubro de 2014   |
|            | 7          | 13        | 30 de novembro de 2014 | 18 de fevereiro de 2015 | 28 de abril de 2015    | 28 de abril de 2015   | 28 de abril de 2015    |

## Elenco Principal
| Ator/Atriz      | Personagem     | Cargo                                                  | Temporadas | Temporadas | Temporadas | Temporadas | Temporadas | Temporadas | Temporadas |
| Ator/Atriz      | Personagem     | Cargo                                                  | 1          | 2          | 3          | 4          | 5          | 6          | 7          |
| --------------- | -------------- | ------------------------------------------------------ | ---------- | ---------- | ---------- | ---------- | ---------- | ---------- | ---------- |
| Simon Baker     | Patrick Jane   | Consultor CBI / Consultor FBI                          |            |            |            |            |            |            |            |
| Robin Tunney    | Teresa Lisbon  | Agente Especial Senior do CBI / Agente Especial do FBI |            |            |            |            |            |            |            |
| Tim Kang        | Kimball Cho    | Agente Especial do CBI / Agente Especial do FBI        |            |            |            |            |            |            |            |
| Owain Yeoman    | Wayne Rigsby   | Agente Especial do CBI                                 |            |            |            |            |            |            | —          |
| Amanda Righetti | Grace Van Pelt | Agente Especial do CBI                                 |            |            |            |            |            |            | —          |
| Rockmond Dunbar | Dennis Abbott  | Agente Especial do FBI                                 | —          | —          | —          | —          | —          |            |            |
| Emily Swallow   | Kim Fischer    | Agente Especial do FBI                                 | —          | —          | —          | —          | —          |            | —          |
| Joe Adler       | Jason Wylie    | Analista do FBI                                        | —          | —          | —          | —          | —          | Recorrente |            |
| Josie Loren     | Michelle Vega  | Agente novata em treinamento do FBI                    | —          | —          | —          | —          | —          | —          |            |

## Lista de Episódios

### 1ª Temporada (2008-2009)
| Episódio | Título Título em Português                                | Roteiro por   | Exibição Original       | Audiência EUA (milhões) |
| --- | --------------------------------------------------------- | ------------- | ----------------------- | ----------------------- |
| (1-01) | "Pilot" "Piloto"                                          | Bruno Heller  | 23 de Setembro de 2008  |                         |
| Este episódio apresenta a vida complexa de Patrick Jane, um homem com um passado conturbado e que tem um olho para os pequenos detalhes. Quando um homem e uma mulher são encontrados mortos em sua casa, muitos acreditam que eles são vítimas de um assassino serial: Red John, o homem que matou a esposa e a filha de Jane. Mas Patrick sabe mais coisas e pode provar que isso não foi uma obra do Red John. |                                                           |               |                         |                         |
| (1-02) | "Red Hair and Silver Tape" "Cabelo Ruivo e Fita Prateada" | Bruno Heller  | 30 de Setembro de 2008  |                         |
| Uma jovem garçonete é assassinada em Napa Valley e Lisbon e sua equipe vão investigar o caso. Enquanto isso, Patrick faz sua própria operação secreta e usa Van Pelt como isca. |                                                           |               |                         |                         |
| (1-03) | "Red Tide" "Maré Vermelha"                                | Ashley Gable  | 14 de Outubro de 2008   |                         |
| Quando um corpo aparece na praia, Patrick planeja uma armadilha para encontrar e capturar o assassino, que, acredita, é um dos surfistas que freqüentam aquela região. |                                                           |               |                         |                         |
| (1-04) | "Ladies in Red" "Traição"                                 | Gary Glasberg | 21 de Outubro de 2008   |                         |
| A verdade sobre um rico banqueiro é revelada quando ele é encontrado morto dentro do cofre. Patrick investiga os suspeitos para chegar ao verdadeiro criminoso. |                                                           |               |                         |                         |
| (1-05) | "RedWood" "Lobo em Pele de Cordeiro"                      | Andi Bushell  | 28 de Outubro de 2008   |                         |
| Uma garota confusa é encontrada segurando a arma usada no assassinato de sua melhor amiga, mas ela não consegue se lembrar de nada. Acreditando que ela não é a culpada pelo crime, Jane encontra uma maneira de fazê-la reviver o evento para recuperar a memória. |                                                           |               |                         |                         |
| (1-06) | "Red Handed" "Tudo por Dinheiro"                          | Erika Green   | 11 de Novembro de 2008  |                         |
| A investigação da morte do dono de um cassino faz jane usar todas as suas habilidades nas mesas de jogo para tentar resolver o caso - e ganhar algum dinheiro. |                                                           |               |                         |                         |
| (1-07) | "Seeing Red" "Contatos do Além"                           | Gary Glasberg | 18 de Novembro de 2008  |                         |
| Rosemary Tennant foi vítima de um atropelamento, e o motorista que a atingiu fugiu. Patrick Jane investiga a "guia espiritual" da vítima, que afirma ter previsto a morte da cliente. Para o detetive, a guru é uma fraude. |                                                           |               |                         |                         |
| (1-08) | "The Thin Red Line" "Os Suspeitos"                        | Ken Woodruff  | 25 de Novembro de 2008  |                         |
| Uma testemunha em um caso de narcóticos é assassinado junto com sua namorada. Todos os olhos se voltam para o traficante contra quem a vítima deveria testemunhar, mas Jane percebe um motivo e um suspeito diferentes. |                                                           |               |                         |                         |
| (1-09) | "Flame Red" "Vingança"                                    | Ashley Gable  | 2 de Dezembro de 2008   |                         |
| Um assassinato em uma cidade pequena é investigado e logo descobre-se que se trata de um caso de vingança. |                                                           |               |                         |                         |
| (1-10) | "Red Brick and Ivy" "Assassinato no Campus"               | Eoghan Mahony | 5 de Dezembro de 2008   |                         |
| Patrick Jane fica muito interessado em um caso que envolve sua ex-psiquiatra, que é também a ex-esposa da vítima e a principal suspeita do crime. |                                                           |               |                         |                         |
| (1-11) | "Red John's Friends" "Um Caso Pessoal"                    | Bruno Heller  | 6 de Janeiro de 2009    |                         |
| Um assassino condenado convence Jane a provar sua inocência dizendo ao investigador que ele tem informações sobre Red John. Jane deixa o CBI para se dedicar exclusivamente ao prisioneiro. |                                                           |               |                         |                         |
| (1-12) | "Red Rum" "Vítimas Inocentes"                             | Andi Bushell  | 13 de Janeiro de 2009   |                         |
| Quando Cody Elkins, uma estrela do futebol da escola, é encontrado assassinado, todos as evidências apontam para uma mulher que é considerada a bruxa da cidade. Antes de morrer, Cody teria roubado, torturado e matado o gato da mulher. Quando o CBI entra na investigação, ela admite ter feito um feitiço para matar Cody, mas Jane ainda se mostra cético.                                                  |                                                           |               |                         |                         |
| (1-13) | "Paint It Red" "O Quadro"                                 | Eoghan Mahony | 18 de Janeiro de 2009   |                         |
| O genro de um poderoso empresário é encontrado morto no escritório de seu sogro, perto de onde já esteve pendurado um quadro de 50 milhões de dólares. Jane e o CBI tentam descobrir como ele pode estar envolvido no caso e quem mais é reponsável pela morte. |                                                           |               |                         |                         |
| (1-14) | "Crimson Casanova" "Casanova Escarlate"                   | Ken Woodruff  | 10 de Fevereiro de 2009 |                         |
| A CBI investiga a morte de uma mulher casada, que foi assassinada enquanto estava na cama com seu amante. |                                                           |               |                         |                         |
| (1-15) | "Scarlett Fever" "Veneno"                                 | Erika Green   | 17 de Fevereiro de 2009 |                         |
| Uma mulher é envenenada num country club, enquanto a festa está a todo o vapor. A equipe logo descobre que cada um dos suspeitos está escondendo algo. |                                                           |               |                         |                         |
| (1-16) | "Bloodshot" "O Troco"                                     | Gary Glasberg | 17 de Março de 2009     |                         |
| Quando Patrick fica ferido por causa de uma explosão, ele começa a utilizar alguns métodos incomuns. Enquanto isso, a CBI investiga a morte de um conselheiro de finanças. |                                                           |               |                         |                         |
| (1-17) | "Carnelian, Inc." "O Embuste"                             | Bruno Heller  | 24 de Março de 2009     |                         |
| A CBI é chamada para investigar, quando um diretor de RH da Carnelian morre aos pés de Jane, durante um exercício de skydiving. |                                                           |               |                         |                         |
| (1-18) | "Russet Potatoes" "Em Transe"                             | Ashley Gable  | 31 de Março de 2009     |                         |
| Jane e o CBI perseguem uma pessoa que hiptoniza as pessoas para que elas façam o trabalho sujo em seu nome. |                                                           |               |                         |                         |
| (1-19) | "A Dozen Red Roses" "Uma Dúzia de Rosas Vermelhas"        | Andi Bushell  | 7 de Abril de 2009      |                         |
| Quando um produtor de Hollywood é assassinado, a CBI é convocada para a investigação. |                                                           |               |                         |                         |
| (1-20) | "Red Sauce" "Molho De Tomate"                             | Eoghan Mahony | 28 de Abril de 2009     |                         |
| Jane e a CBI tentam descobrir quem é o responsável pelo extermínio (ao estilo da máfia) de um homem do Serviço de Proteção à Testemunha. |                                                           |               |                         |                         |
| (1-21) | "Miss Red" "A Vigarista"                                  | Ken Woodruff  | 5 de Maio de 2009       |                         |
| O diretor de uma empresa de softwares é encontrado morto no seu iate e Jane joga os dois suspeitos um contra o outro na tentativa de encontrar o assassino. |                                                           |               |                         |                         |
| (1-22) | "Blood Brothers" "Irmãos de Sangue"                       | Erika Green   | 12 de Maio de 2009      |                         |
| Um estudante inscrito em um programa para jovens problemáticos é assassinado. |                                                           |               |                         |                         |
| (1-23) | "Red John's Footsteps" "As Pegadas De Red John"           | Bruno Heller  | 19 de Maio de 2009      |                         |
| Jane e a CBI entram em uma investigação quando carinhas sorridentes pintadas com sangue começam a aparecer na cidade após o assassinato de uma jovem garota e o sequestro de sua irmã gêmea. Lisbon teme que o serial killer Red John esteja levando Jane para uma armadilha. |                                                           |               |                         |                         |

### 2ª Temporada (2009-2010)
| Episódio | Título                                                                             | Roteiro por                    | Exibição Original       | Audiência EUA (milhões) |
| --- | ---------------------------------------------------------------------------------- | ------------------------------ | ----------------------- | ----------------------- |
| (2-01) | "Redemption" "Redenção"                                                            | Bruno Heller                   | 24 De Setembro De 2009  |                         |
| A CBI investiga o assassinato de uma mulher que foi encontrada sufocada depois de ter sido acusada de roubar milhões de dólares de seu empregador. Enquanto isso, Jane e Lisbon apenas podem assistir à investigação, pois o caso de Red John é tirado das mãos deles e dado de volta ao agente Sam Bosco. |                                                                                    |                                |                         |                         |
| (2-02) | "The Scarlet Letter" "A Letra Escarlate"                                           | Tom Szentgyorgyi               | 01 De Outubro De 2009   |                         |
| Lisbon e sua equipe trabalham no caso do assassinato de um estagiário do senador, enquanto Jane tenta, ao mesmo tempo, descobrir que novas informações Bosco encontrou sobre o caso de Red John. |                                                                                    |                                |                         |                         |
| (2-03) | "Red Badge" "Distintivo Sangrento"                                                 | Ashley Gable                   | 08 De Outubro De 2009   |                         |
| Depois de receber uma dica anônima, a equipe da CBI encontra o cadáver de um pedófilo que Lisbon prendeu há anos com Sam Bosco. Agora Lisbon vira a principal suspeita do crime. |                                                                                    |                                |                         |                         |
| (2-04) | "Red Menace" "Ameaça Vermelha"                                                     | Leonard Dick                   | 15 De Outubro De 2009   |                         |
| A CBI investiga o assassinato de um poderoso advogado criminal cujos únicos clientes eram uma gangue de motociclistas famosos. |                                                                                    |                                |                         |                         |
| (2-05) | "Red Scare" "O enigma"                                                             | Ken Woodruff                   | 29 De Outubro De 2009   |                         |
| Jane e a CBI se deparam com um fantasma e uma mansão assombrada, quando investigam a morte misteriosa de um homem rico. A única testemunha do crime diz que ele foi morto por um fantasma em sua mansão. |                                                                                    |                                |                         |                         |
| (2-06) | "Black Gold and Red Blood" "Ouro Preto e Sangue Vermelho"                          | Bruno Heller                   | 05 De Novembro De 2009  |                         |
| Bosco prende Jane por ele ter espionado a equipe da CBI enquanto eles investigavam o caso de Red John. Mesmo atrás das grades, Jane consegue ajudar Lisbon e sua equipe a resolverem o assassinato de um jovem. |                                                                                    |                                |                         |                         |
| (2-07) | "Red Bulls" "O Sequestro"                                                          | Tom Szentgyorgyi               | 12 De Novembro De 2009  |                         |
| Quando a CBI é chamada para investigar o sequestro de uma rica herdeira da Califórnia, a forte animosidade de Bosco contra os métodos não-convencionais de Jane ameaça a vida da vítima raptada. |                                                                                    |                                |                         |                         |
| (2-08) | "His Red Right Hand" "Sua Mão Direita"                                             | Ashley Gable                   | 19 De Novembro De 2009  |                         |
| Um tiroteio fatal dentro dos muros da CBI coloca Jane, Lisbon e o resto da equipe novamente na trilha de Red John. |                                                                                    |                                |                         |                         |
| (2-09) | "A Price Above Rubies" "Mais Valioso que Rubis"                                    | Eoghan Mahoney                 | 10 De Dezembro De 2009  |                         |
| Jane e o CBI investigam o assassinato de um rico joalheiro, que foi morto durante um evento de caridade. Entretanto, a investigação toma rumos interessantes - para pior - quando o principal suspeito é morto. |                                                                                    |                                |                         |                         |
| (2-10) | "Throwing Fire" "Prova de Fogo"                                                    | John Mankiewicz                | 17 De Dezembro De 2009  |                         |
| Lisbon e a CBI investigam o assassinato de um profissional de baseball que montou o seu próprio centro de esportes para descobrir talentos do baseball. Enquanto isso, Jane precisa lidar com seu passado da época em que atuava no palco. |                                                                                    |                                |                         |                         |
| (2-11) | "Rose-Colored Glasses" "Óculos cor de rosa"                                        | Leonard Dick                   | 14 De Janeiro De 2010   |                         |
| A CBI investiga o assassinato de um casal a caminho da reunião de seus ex-colegas de escola. |                                                                                    |                                |                         |                         |
| (2-12) | "Bleeding Heart" "Coração Partido"                                                 | Erika Green                    | 21 De Janeiro De 2010   |                         |
| Um reporter é contratado para fazer um documentário sobre a CBI. |                                                                                    |                                |                         |                         |
| (2-13) | "Redline" "Ganância"                                                               | Jordan Harper                  | 04 De Fevereiro De 2010 |                         |
| Quando o corpo de Liselle Douglas, uma bela e jovem vendedora de automóveis, é descoberto no porta-malas de um veículo em uma revendedora de elite, Jane e o CBI são chamados para investigar. |                                                                                    |                                |                         |                         |
| (2-14) | "Blood In, Blood Out" "Uma Chamada do Passado"                                     | Ken Woodruff                   | 11 De Fevereiro De 2010 |                         |
| Jane fica sozinho com Cho, que ajuda a polícia na investigação de um assassinato - a vítima era companheira de gangue em sua juventude, e também seu melhor amigo. |                                                                                    |                                |                         |                         |
| (2-15) | "Red Harring" "Veneno"                                                             | David Appelbaum                | 04 De Março De 2010     |                         |
| Jane e sua equipe são chamados para investigar o assassinato de Jeffrey Barge. |                                                                                    |                                |                         |                         |
| (2-16) | "Code Red" "Código Vermelho"                                                       | Bruno Heller                   | 11 De Março De 2010     |                         |
| Depois de ser intoxicado com uma toxina, a pesquisadora de armas nucleares Dra. Alicia Seberg pede a Jane e a CBI que encontrem o bioterrorista responsável pelo ataque. |                                                                                    |                                |                         |                         |
| (2-17) | "The Red Box" "A Caixa Vermelha"                                                   | John Mankiewicz                | 01 De Abril De 2010     |                         |
| Jane e a equipe investigam o assassinato de um tutor. Logo a investigação se transforma em uma caçada por um anel de valor incalculável roubado do British Museum. Lisbon fica preocupada quando Madeleine Hightower fica responsável pela CBI. |                                                                                    |                                |                         |                         |
| (2-18) | "Aingavite Baa" "Água Vermelha"                                                    | Tom Szentgyorgyi & Erika Green | 08 De Abril De 2010     |                         |
| Sofrendo com amnésia após ter sobrevivido a uma tentativa de assassinato, Jane, Lisbon e o resto da equipe ajudam uma desconhecida a se lembrar do que aconteceu. Incapaz de se lembrar do nome, profissão, gostos ou da pessoa que a baleou, Jane usa todos os seus truques para tentar recuperar a sua memória. A equipe descobre que ela é Camille Dillon, uma jornalista baleada e abandonada para morrer quando descobriu a verdade sobre um caso que estava investigando. |                                                                                    |                                |                         |                         |
| (2-19) | "Bloody Money" "Dinheiro Sangrento"                                                | Ashley Gable & Jordan Harper   | 15 De Abril De 2010     |                         |
| Jane sai em missão para provar que o promotor Marc Odenthal é culpado de contratar o assassino de aluguel Cale Sylvan para matar sua rival, Kelly Flowers. |                                                                                    |                                |                         |                         |
| (2-20) | "Red All Over" "Vermelho em tudo"                                                  | Carolyn Ingber                 | 29 De Abril De 2010     |                         |
| Jane e a equipe do CBI visitam o Visualize Self-Realization Center, um tipo de culto religioso para ricos, instituição que parece ter relação com a morte de um homem poderoso da mídia. |                                                                                    |                                |                         |                         |
| (2-21) | "18-5-4"                                                                           | Leonard Dick & Ken Woodruff    | 6 De Maio De 2010       |                         |
| A equipe do CBI investigará a morte de um gênio da matemática assassinado por um palhaço. |                                                                                    |                                |                         |                         |
| (2-22) | "Red Letter" "Carta Vermelha"                                                      | Eoghan Mahoney                 | 13 De Maio De 2010      |                         |
| Quando a equipe investiga a morte do filantropo Hector Brava, Patrick se junta novamente à paranormal Kristina Frye. |                                                                                    |                                |                         |                         |
| (2-23) | "Red Sky In The Morning (Season Finale)" "Céu Vermelho pela Manhã (Season Finale)" | Bruno Heller                   | 20 De Maio De 2010      |                         |
| Quando o CBI conduz uma investigação de assassinato cometido por alguém que copia Red John, Jane convence Hightower a não deixar Kristina Fryer ajudar no caso. Mas então ela se põe em grande perigo quando tenta contatar o verdadeiro Red John pela TV. |                                                                                    |                                |                         |                         |

### 3ª Temporada (2010-2011)
| Episódio | Título                                                           | Roteiro por            | Exibição Original       | Audiência EUA (milhões) |
| --- | ---------------------------------------------------------------- | ---------------------- | ----------------------- | ----------------------- |
| (3-01) | "Red Sky at Night" "Céu Vermelho à Noite"                        | Bruno Heller           | 23 De Setembro De 2010  |                         |
| Depois de seu encontro com Red John e a provável morte de Kristina Frye, Patrick Jane analisa seu futuro com a CBI. Ao mesmo tempo, a equipe investiga um assassinato e um sequestro de alto nível, com o desaparecimento de Harvey Dublin. Patrick não se sente como se estivesse trabalhando no caso, fazendo com que Lisbon convença-o para ajudar. |                                                                  |                        |                         |                         |
| (3-02) | "Cackle-Bladder Blood" "Balão de Sangue"                         | Ashley Gable           | 30 De Setembro De 2010  |                         |
| Quando o cunhado de Patrick, Daniel "Danny" Ruskin, retorna para cidade e se mistura em uma investivação de assassinato (fazendo com que Danny pareça ser o assassino de um empresário que estava enganando), Patrick deve ir ajudá-lo apesar das reservas pessoais. |                                                                  |                        |                         |                         |
| (3-03) | "The Blood on His Hands" "O Sangue nas Mãos Dele"                | Tom Szentgyorgyi       | 07 De Outubro De 2010   |                         |
| O líder da seita Bret Stiles oferece informações de Red John e o desaparecimento de Kristina Frye à Patrick para neutralizar a sua rivalidade e tentar facilitar o relacionamento. A informação é encontrada é exata e Kristina é encontrada viva, mas catatônica. |                                                                  |                        |                         |                         |
| (3-04) | "Red Carpet Treatment" "Tratamento do Carpete Vermelho"          | Daniel Cerone          | 14 De Outubro De 2010   |                         |
| Jane e o resto da equipe investiga um assassinato de um condenado, Henry Dahl, que mais tarde foi libertado em provas de DNA. Patrick recebe algumas lições de paz interior e da caça de seu adversário (Red John) do marido da vítima do homem. É finalmente revelado que o marido da vítima e o marido de uma admiradora mataram Dahl; ter conspirado para fazer isso (ao ponto de eles roubarem e substituirem a evidência de DNA utilizada inicialmente para condenar Dahl - que foi realmente culpado por seu crime, para tirá-lo da prisão para que pudessem matá-lo), o ex para proteger sua esposa e depois, vingar sua esposa. Eles evitam processos quando apontados um para o outro como o assassino, e o caso é abandonado com alguns esforços por trás das câmeras por Patrick, que recebe algo do marido da vítima de Dahl para concentrar sua raiva em Red John, uma arma. |                                                                  |                        |                         |                         |
| (3-05) | "The Red Ponies" "Pôneis Vermelhos"                              | Eoghan Mahony          | 21 De Outubro De 2010   |                         |
| A equipe da CBI é chamada para analisar o assassinato de Bill Sutton, um trapaceiro conhecido e talentoso, e sua investigação leva a CBI para uma pista de corridas de cavalos e Patrick aparece ser capaz de "sussurrar para cavalos". |                                                                  |                        |                         |                         |
| (3-06) | "Pink Chanel Suit" "Terno Chanel Rosa"                           | Ken Woodruff           | 28 De Novembro De 2010  |                         |
| A equipe da CBI está a procura de uma pessoa desaparecida (filha de um juiz) e investigar o assassinato do namorado da filha que foi encontrado morto esfaqueado na casa. A equipe de Patrick deve encontrar a menina, viva ou morta. |                                                                  |                        |                         |                         |
| (3-07) | "Red Hot" "Quente e Vermelho"                                    | Ashley Gable           | 04 De Novembro De 2010  |                         |
| Jane e a equipe da CBI conseguem escapar quando uma construção em chamas explode enquanto estão investigando uma ameaça de morte. Enquanto isso, faíscas voam entre Lisbon e um biolionário (Walter Mashburn) quando eles se encontram novamente no caso. |                                                                  |                        |                         |                         |
| (3-08) | "Ball of Fire" "Bola de Fogo"                                    | Tom Szentgyorgyi       | 11 De Novembro De 2010  |                         |
| Patrick Jane é sequestrado e Lisbon e a equipe da CBI deve voltar através de anos de estudo de casos de Jane para encontrar suspeitos, apenas para perceber que a lista de suspeitos é extremamente longa - quase todo mundo que ele já tratou quer prejudicá-lo. |                                                                  |                        |                         |                         |
| (3-09) | "Red Moon" "Lua Vermelha"                                        | Bruno Heller           | 18 De Novembro De 2010  |                         |
| Ellis Mars, um atrólogo local, ajuda Patrick a resolver um triplo assassinato envolvendo dois policiais e uma noiva da EMT. O caso se expande para diversos assassinatos anteriores de policiais, e força o assassino a quebrar o seu ciclo normal de lua-cheia para matar e não ser exposto. Enquanto a polícia local achava que Mars era o assassino, Patrick percebe que foi a EMT aparentemente. |                                                                  |                        |                         |                         |
| (3-10) | "Jolly Red Elf" "Vermelho de Alegria"                            | Daniel Cerone          | 09 De Dezembro De 2010  |                         |
| Após a morte de um Papai Noel, a CBI segue pistas que deve levá-los à um grupo AA e a Sociedade Nacional de Papais Noeis Autênticos. Enquanto isso, quando Todd Johnson, uma pessoa sob custódia morre, um investigador independente JJ. LaRoche, pergunta à Patrick sobre a morte de Johnson. |                                                                  |                        |                         |                         |
| (3-11) | "Bloodsport" "Esporte Sangrento"                                 | Eoghan Mahony          | 06 De Janeiro De 2011   |                         |
| Enquanto LaRoche continua sua investigação do assassinato de Todd Johnson, desta vez havendo algumas desconfortáveis perguntas para Rigsby, a CBI, por sua vez, volta sua atenção para o assassinato de um jornalista que é morto durante uma luta profissional. |                                                                  |                        |                         |                         |
| (3-12) | "Bloodhounds" "Cão de Caça"                                      | Erika Green Swafford   | 20 De Janeiro De 2011   |                         |
| Patrick Jane e a equipe da CBI são unidos por um científico em perfis criminais, Dr. Montague, para investigar um duplo homicídio, o que parece ser obra de um serial killer chamado Caveman. |                                                                  |                        |                         |                         |
| (3-13) | "Red Alert" "Alerta Vermelho"                                    | Jordan Harper          | 03 De Fevereiro De 2011 |                         |
| Um roteirista de documentário é encontrado morto em sua casa. Patrick e a equipe da CBI são chamados para investigar. O caso torna-se complicado quando o principal suspeito faz reféns (inluindo Patrick) no City Hall. Enquanto isso, Lisbon é deixada para lidar com a situação e ao mesmo tempo, lidar com a interferência das autoridades locais e seus superiores. |                                                                  |                        |                         |                         |
| (3-14) | "Blood for Blood" "Sangue por Sangue"                            | David Appelbaum        | 10 De Fevereiro De 2011 |                         |
| Uma testemunha de assassinato é morta no turno de Van Pelt e cabe a Jane e a equipe da CBI descobrirem quem matou a testemunha. |                                                                  |                        |                         |                         |
| (3-15) | "Red Gold" "Ouro Vermelho"                                       | Cindi M. Grossenbacher | 17 De Fevereiro De 2011 |                         |
| Quando Lisbon é ferida durante a investigação do assassinato de um mineiro, a Agente Hightower trabalha com Patrick no campo, pela primeira vez. |                                                                  |                        |                         |                         |
| (3-16) | "Red Queen" "Rainha Vermelha"                                    | Daniel Cerone          | 24 De Fevereiro De 2011 |                         |
| Um comerciante de antiguidades é encontrado morto em um museu, e as evidências apontam para a Agente Hightower, que se tornou principal suspeita de LaRoche, na morte de Todd Johnson. |                                                                  |                        |                         |                         |
| (3-17) | "Bloodstream" "Corrente Sanguínea"                               | Erika Green Swafford   | 10 De Março De 2011     |                         |
| A CBI investiga o assassinato de Micah Newton, um médico que foi encontrado morto no Driving Range de golfe. Os suspeitos incluem o pessoal do hospital e os pacientes. LaRoche é colocado no comando do CBI e nomeia Cho como o novo líder da equipe, após insultos de Lisbon. |                                                                  |                        |                         |                         |
| (3-18) | "The Red Mile" "A Trilha Vermelha"                               | Tom Szentgyorgyi       | 31 De Março De 2011     |                         |
| Quando um homem que pensou ter sido abduzido por alienígenas é assassinado, seu corpo é roubado da van do legista; Van Pelt procura por um vestido de noiva. |                                                                  |                        |                         |                         |
| (3-19) | "Every Roses Has Its Thorn" "Toda Rosa Tem Seu Espinho"          | Ken Woodruff           | 07 De Abril De 2011     |                         |
| Quando Lisbon pergunta à Patrick sobre sua atitude com Erica Flynn, uma jovem víuva carismática, ele explica que é porque ele acha que ela matou seu marido - a vítima no caso atual do CBI. |                                                                  |                        |                         |                         |
| (3-20) | "Redacted" "Redigido"                                            | Eoghan Mahoney         | 28 De Abril De 2011     |                         |
| Patrick Jane parece estar de alguma forma fora de seu jogo, devido a um assalto na casa de LaRoche. Enquanto isso, Ted Fisher, dono de uma loja de hardware é assassinado e vários personagens obscuros são vistos passeando pela área. |                                                                  |                        |                         |                         |
| (3-21) | "Like a Redheaded Stepchild" "Um Enteado Ruivo"                  | Jordan Harper          | 5 De Maio De 2011       |                         |
| Quando Walton Parsell, um guarda da prisão é esfaqueado até a morte fora de uma loja de jóias, Patrick suspeita de um dos detendos do guarda. Enquanto isso, Rigsby pergunta ao seu próprio pai sobre o assassinato. |                                                                  |                        |                         |                         |
| (3-22) | "Rhapsody in Red" "Rapsódia em Vermelho"                         | David Appelbaum        | 12 De Maio De 2011      |                         |
| A Orquestra Sinfônica da Califórnia do Norte são questinados quando um dos seus violinistas Eleanor Artega é morto à tiros. Cho tem as mãos cheias, quando ele tem que lidar com um batedor de carteiras, Anthony Roma, brilhante e talentoso jovem. |                                                                  |                        |                         |                         |
| (3-23) | "Strawberries and Cream (Part 1)" "Morangos com Creme (Parte 1)" | Ashley Gable           | 19 De Maio De 2011      |                         |
| O time investiga uma explosão em um posto de gasolina, envolvendo um ladrão. No final é revelado que o caso envolvia Red John, procurando Hightower. |                                                                  |                        |                         |                         |
| (3-24) | "Strawberries and Cream (Part 2)" "Morangos com Creme (Parte 2)" | Bruno Heller           | 19 De Maio De 2011      |                         |
| A equipe trabalha unida para descobrir o espião dentro da CBI. Patrick Jane finalmente encontra seu rival, cara a cara.Mas fica a pergunta será que ele é mesmo o homem que diz ser? |                                                                  |                        |                         |                         |

### 4ª Temporada (2011-2012)
| Episódio | Título                                                                                     | Roteiro por          | Exibição Original       | Audiência EUA (milhões) |
| --- | ------------------------------------------------------------------------------------------ | -------------------- | ----------------------- | ----------------------- |
| (4-01) | "Scarlet Ribbons" "Fitas Vermelhas"                                                        | Bruno Heller         | 22 De Setembro De 2011  |                         |
| Jane está na prisão, ele desesperadamente tenta provar que o homem que matou é Red John. Jane não é culpado pelo júri. No final do episódio, Jane informa que Red John ainda está vivo.                                                                                           |                                                                                            |                      |                         |                         |
| (4-02) | "Little Red Book" "Pequeno Livro Vermelho"                                                 | Tom Szentgyorgyi     | 29 De Setembro De 2011  |                         |
| Lisbon está sob suspensão e o resto da equipe foi realocada. Jane é reintegrado como consultor da CBI e tem que trabalhar com uma nova equipe, porém, trabalha para obter sua ex-equipe devolta.                                                                                  |                                                                                            |                      |                         |                         |
| (4-03) | "Pretty Red Balloon" "Lindo Balão Vermelho"                                                | Ashley Gable         | 06 De Outubro De 2011   |                         |
| Jane e a equipe da CBI são atribuídos com um caso de sequestro, a vítima é um filho de um ex-cliente de Jane, quando era psíquico. Enquanto isso, Jane encontra seu antigo cliente, agora "conselheiro espiritual".                                                               |                                                                                            |                      |                         |                         |
| (4-04) | "Ring Around the Rosie" "Círculo ao redor de Rosie"                                        | Daniel Cerone        | 13 De Outubro De 2011   |                         |
| Jane percebe um homem carregando uma arma em um comício e compromete-se a provar que o homem é um psicopata, à beira de assassinar alguém. Enquanto isso, em Lisbon investiga a morte de um fotógrafo no mesmo comício.                                                           |                                                                                            |                      |                         |                         |
| (4-05) | "Blood and Sand" "Sangue e Areia"                                                          | Eoghan Mahony        | 20 De Outubro De 2011   |                         |
| O corpo de uma mulher é encontrado em uma ilha ao largo da costa da Califórnia, e a equipe interroga os membros de um estranho grupo lá reunido. Enquanto isso, Rigsby está namorando uma promotora e se preocupa se isso não fará as coisas entre ele e Grace ficarem estranhas. |                                                                                            |                      |                         |                         |
| (4-06) | "Where in the world is carmaine O'brien?" "Em que lugar do mundo está Carmaine O'brien?"   | David Appelbaum      | 27 De Outubro De 2011   |                         |
| Quando a equipe viaja para uma cidade turística para investigar o assassinato de uma chefe de polícia, Lisbon encontra seu irmão (Henry Thomas), que agora é um caçador de recompensas.                                                                                           |                                                                                            |                      |                         |                         |
| (4-07) | "Blinking Red Light" "Luz Vermelha Piscando"                                               | Ken Woodruff         | 03 De Novembro De 2011  |                         |
| Jane conhece um blogueiro (James Panzer) que dedicou sua vida para encontrar um serial killer. |                                                                                            |                      |                         |                         |
| (4-08) | "Pink Tops" "Substância Rosa"                                                              | Erika Green Swafford | 17 De Novembro De 2011  |                         |
| A equipe reconstitui a investigação de Jane, procurando por pistas sobre o assassino de uma policial disfarçada. |                                                                                            |                      |                         |                         |
| (4-09) | "The Redshirt" "A Camisa Vermelha"                                                         | Jordan Harper        | 8 De Dezembro De 2011   |                         |
| A equipe investiga um jogador profissional de futebol americano aposentado (Trevor "Doc" Dugan) presumidamente morto após seu carro explodir; Harrigan e Rigsby avançam em seu relacionamento.                                                                                    |                                                                                            |                      |                         |                         |
| (4-10) | "Fugue in Red" "Fuga no Vermelho"                                                          | Daniel Cerone        | 15 De Dezembro De 2011  |                         |
| Quando Jane é atacado durante a busca do assassino de um bombeiro, ele perde a memória e volta a sua antiga identidade vigarista. |                                                                                            |                      |                         |                         |
| (4-11) | "Always Bet on Red" "Sempre Aposte no Vermelho"                                            | Ashley Gable         | 12 De Janeiro De 2012   |                         |
| Jane e a equipe CBI diminuem a longa lista de suspeitos após um advogado, com muitos inimigos, ser morto em seu barco. Enquanto isso, Jane é questionado pela agente Darcy se Red John foi responsável pelo assassinato de Panzer.                                                |                                                                                            |                      |                         |                         |
| (4-12) | "My Bloody Valentine" "Meu Sangrento Dia dos Namorados"                                    | Tom Szentgyorgyi     | 19 De Janeiro de 2012   |                         |
| Com pouca evidência, Jane e o CBI investigam a morte do filho de um chefe da máfia. Enquanto isso, levando uma testemunha ocular para interrogatório, Van Pelt é assombrada pelas memórias dos tiros de O'Laughlin.                                                               |                                                                                            |                      |                         |                         |
| (4-13) | "Red is the New Black" "O Vermelho é o Novo Preto"                                         | Eoghan Mahony        | 2 De Fevereiro De 2012  |                         |
| A equipe CBI deve determinar quem matou um designer de roupas falido, que estava prestes a voltar à ativa. A agente Darcy, do FBI, ainda não concluiu sua investigação sobre Red John.                                                                                            |                                                                                            |                      |                         |                         |
| (4-14) | "At First Blush" "À Primeira Vista"                                                        | David Appelbaum      | 9 de Fevereiro De 2012  |                         |
| Jane luta contra o tempo para provar que um suspeito de assassinato não é culpado pelo ato, ao mesmo tempo em que o caso já está em deliberação pelos jurados. Ao mesmo tempo, Cho percebe que seu informante pode ter cruzado uma importante linha ao tentar ajudá-lo.           |                                                                                            |                      |                         |                         |
| (4-15) | "War of the Roses" "A Guerra das Rosas"                                                    | Ken Woodruff         | 16 De Fevereiro De 2012 |                         |
| Um assassino, o qual Jane ajudou na captura, consegue uma licença da prisão para ajuda a polícia a resolver o homicídio de um filantropo. Enquanto isso, Rigsby se prepara para a paternidade.                                                                                    |                                                                                            |                      |                         |                         |
| (4-16) | "His Thoughts Were Red Thoughts" "Os Pensamentos Dele Eram Vermelhos"                      | Jordan Harper        | 23 De Fevereiro De 2012 |                         |
| Na esteira do homicídio de uma ativista anti-culto, o FBI questiona um líder de culto que é um antigo adversário de Jane. |                                                                                            |                      |                         |                         |
| (4-17) | "Burgundy"                                                                                 | Bruno Heller         | 8 De Março De 2012      |                         |
| A agente Darcy pede a ajuda de Jane e, um caso de assassinato, mas Jane suspeita que ela tem uma agenda escondida sobre Red John. Enquanto isso, a equipe do CBI investiga um homicídio ligado a uma sala de bate-papo online.                                                    |                                                                                            |                      |                         |                         |
| (4-18) | "Ruddy Cheeks" "Bochechas Rosadas"                                                         | Erika Green Swafford | 8 De Março De 2012      |                         |
| Jane e o CBI investigam o homicídio de um homem rico com uma doença terminal. Enquanto isso, Cho deve lidar com seus demônios pessoais. |                                                                                            |                      |                         |                         |
| (4-19) | "Pink Champagne On Ice" "Champanhe Rosa No Gelo"                                           | Eoghan Mahony        | 29 de Março de 2012     |                         |
| A investigação da morte de um empregado de um cassino reúne Jane a um mágico que o acompanhava em seus dias de médium |                                                                                            |                      |                         |                         |
| (4-20) | "Something's Rotten In Redmund" "Algo esta Estragado em Redmund"                           | Rebecca Perry Cutter | 5 De Abril De 2012      |                         |
| Enquanto Cho e Summer escondem seu relacionamento, Jane e a equipe tentam determinar quem matou um popular professor de inglês. Rigsby espera nervosamente o nascimento de seu filho.                                                                                             |                                                                                            |                      |                         |                         |
| (4-21) | "Ruby Slippers" "Os Sapatos de Ruby"                                                       | Daniel Cerone        | 26 deabril de 2012      |                         |
| Jane e a equipe investigam o caso de um homem que foi morto do lado de fora de um cabaré com artistas performáticos. A lista de suspeitos está repleta de pessoas que praticaram bullying contra a vítima.                                                                        |                                                                                            |                      |                         |                         |
| (4-22) | "So Long, and Thanks for All the Red Snapper" "Tanto Tempo, Obrigado Por Tudo Red Snapper" | Ashley Gable         | 3 De Maio De 2012       |                         |
| Lisbon encontra seu ex-noivo quando investiga a morte de um surfista. Enquanto isso, Cho tem dúvidas sobre continuar seu romance com Summer. |                                                                                            |                      |                         |                         |
| (4-23) | "Red Rover, Red Rover"                                                                     | Tom Szentgyorgyi     | 10 De Maio De 2012      |                         |
| Jane recebe uma mensagem de Red John no nono aniversário das mortes de sua esposa e filha. Jane se distrai do último caso do CBI, a investigação da morte de um empregado de uma corretora.                                                                                       |                                                                                            |                      |                         |                         |
| (4-24) | "The Crimson Hat" "O Chapeu Vermelho"                                                      | Bruno Heller         | 17 De Maio De 2012      |                         |
| Depois de uma nova tentativa frustrada de derrotar Red John, Patrick Jane chega ao fundo do poço, encontra um amor e atira em um de seus parceiros. |                                                                                            |                      |                         |                         |

### 5ª Temporada (2012-2013)
| Episódio | Título                                                    | Roteiro por                          | Exibição Original       | Audiência EUA (milhões) |
| --- | --------------------------------------------------------- | ------------------------------------ | ----------------------- | ----------------------- |
| (5-01) | "The Crimson Ticket" "A Bola De Vidro Vermelho"           | Bruno Heller                         | 30 de setembro de 2012  |                         |
| Jane e a equipe estão de volta ao trabalho depois de todos os encargos a partir do final da última temporada com a operação feita em segredo da CBI e do FBI, o fracasso de Jane em pegar Red John e a morte de Wainwright. No primeiro crime os agentes do FBI Mancini e Smith, aparecem em cena na tentativa de assumir o caso. Apesar de as equipes não se entenderem, Bertram o diretor da CBI diz a todos que têm que conviver por causa do encobrimento da operação. É claro, Jane não é muito para receber ordens, e não fica feliz quando o FBI anuncia que eles querem a custódia de Lorelei Martins, que Jane acredita que é a chave para finalmente capturar o assassino indescritível. Enquanto isso, a equipe tenta resolver o assassinato de dois trabalhadores de varejo - um homem e uma mulher - cujos corpos são encontrados em um apartamento de Sacramento. Enquanto as vítimas eram colegas de trabalho, eles não parecem ser amantes ou mesmo amigos. Enquanto Jane despista o FBI, ele e a equipe investigam a conexão das vítimas.               |                                                           |                                      |                         |                         |
| (5-02) | "Devil's Cherry" "A Cereja Do Diabo"                      | Daniel Cerone                        | 07 De Outubro De 2012   |                         |
| Enquanto a equipe investiga o assassinato de um cortador de diamante, Jane está mais distante do que o habitual devido ao desaparecimento de Lorelei Martins, sua ligação com Red John. Depois de beber uma xícara de chá da casa da vítima, Jane descobre um coelho dentro de uma panela e persegue o animal no quintal de um vizinho. Lá, ele conhece uma garota precoce jovem que alega ser sua filha - a mesma que foi morta por Red John, juntamente com sua esposa. A equipe descobre seu corpo quase inconsciente no chão da casa. O chá que ele bebia continha beladona, um alucinógeno venenoso, e a existência da menina era inteiramente em sua mente. Como Jane recupera e tenta trabalhar o caso, ele tem que lidar com o fato de que a alucinação de sua filha decidiu ficar por aqui por um tempo, a fim de ajudá-lo a resolver o crime. |                                                           |                                      |                         |                         |
| (5-03) | "Not One Red Cent" "Nenhum Centavo Vermelho"              | Ken Woodruff                         | 14 De Outubro De 2012   |                         |
| Quando um funcionário de banco é assassinado durante um assalto, Jane e a equipe tentam rastrear o assassino. Uma análise de imagens de vigilância do banco revela um provável suspeito, mas sem prova da CBI é forçado a deixá-lo ir. Antes de sair, no entanto, Jane descobre que ele deve ter trabalhado com um homem de dentro do banco. Com o FBI fungando em seu pescoço, a equipe ajuda a Jane descobrir qual entre as testemunhas podem ter se envolvido no crime. |                                                           |                                      |                         |                         |
| (5-04) | "Blood Feud" "Disputa Sangrenta"                          | Jordan Harper                        | 21 De Outubro De 2012   |                         |
| Depois de saber que JJ LaRoche da Unidade de Padrões Profissionais está questionando o Agente Rigsby sobre seu possível envolvimento em um assassinato, vemos os flash back da investigação do crime de alguns dias antes. A CBI trabalha um caso em Carson Springs, uma cidade dividida ao meio por duas gangues rivais em que cada uma tem seu próprio território. A última vez que a sua rivalidade se transformou em uma guerra total, 30 pessoas morreram. Quando a equipe percebe que sua vítima é o filho de um chefe das gangues eles percebem que precisam agir rapidamente, antes que uma guerra de gangues comece. As coisas ficam pessoais para Rigsby, porém, quando Jane descobre uma pista na cena do crime, cria uma operação que leva Rigsby a atirar no suspeito. |                                                           |                                      |                         |                         |
| (5-05) | "Red Dawn" "Amanhecer Violento"                           | Tom Szentgyorgyi                     | 28 De Outubro De 2012   |                         |
| Voltamos há oito anos, quando Patrick Jane entra na agencia da CBI, com a esperança de ter acesso aos arquivos do caso Red John. Tendo perdido sua esposa e filha no ano anterior nas mãos de Red John, Jane é assombrado e determinado a encontrar o assassino. Depois que Lisbon lhe nega o acesso aos arquivos, Jane provoca um membro temperamental da equipe de Lisbon - Agente Hannigan - para atacá-lo. Quando Jane ameaça processar a menos que ele seja autorizado a ficar, Lisbon, Cho e Rigsby se encontram na responsabilidade de ficar de olho nele e acabam o envolvendo no caso. O primeiro caso de Jane com a CBI é o assassinato do filho de um juiz, cujo corpo foi encontrado ao lado de seu carro em uma estrada remota. Não há escassez de suspeitos, do ciúme da ex-mulher que ele tinha visto na noite anterior, para os criminosos que seu pai mandou pra cadeia, à família de uma mulher que morreu em um acidente de carro no ano anterior. Jane decide reunir todos os suspeitos e usar suas habilidades de leitura para encontrar o culpado. |                                                           |                                      |                         |                         |
| (5-06) | "Cherry Picked" "Cereja Escolhida"                        | David Applebaum                      | 04 De Novembro De 2012  |                         |
| Quando o corpo de um guarda de segurança é encontrado, a CBI é chamada para um bairro nobre, a fim de investigar o que parece ser uma invasão de domicílio. A observação de Jane e de uma testemunha leva ao que parece ser a verdade - um rico casal foi sequestrado, e o sequestrador exigiu cinco milhões de dólares para seu retorno seguro. Mas, enquanto o CBI planeja seu próximo passo, o casal sequestrado regressa de férias sem o conhecimento do crime. Enquanto isso, Jane continua a procurar Lorelei Martins. |                                                           |                                      |                         |                         |
| (5-07) | "If It Bleeds, It Leads" "Se Algo Sangra, É Uma Pista"    | Eoghan Mahony                        | 11 De Novembro De 2012  |                         |
| Lisbon é capaz de puxar Jane para longe de seus planos de tirar Lorelei Martins de uma prisão de segurança máxima por tempo suficiente para obter a sua ajuda em seu último caso. A CBI está investigando a morte de Cassie, uma apresentadora alegre cujo carro saiu fora de uma estrada e caiu num penhasco. Parece um acidente no início, mas Jane logo percebe que o jogo sujo estava envolvido. Sua investigação logo leva a um bilionário Tommy Volker, um jovem, filantropo e manipulador. Quando Lisbon e Jane descobrem provas de que Cassie estava prestes a falar sobre os negócios de Volker, eles começam a suspeitar que ele é muito mais perigoso e que ninguém percebe. |                                                           |                                      |                         |                         |
| (5-08) | "Red Sails in the Sunset" "Velas Vermelhas Ao Por Do Sol" | Daniel Cerone                        | 18 De Novembro De 2012  |                         |
| Com a ajuda de Brett Stiles, Jane orquestra um elaborado plano para tirar Lorelei Martins da prisão. Para manter a negação plausível, Jane faz parecer como se Lorelei tivesse o sequestrado. Enquanto Lisbon e o agente Kirkland tentam resgatar Jane, ele tenta ganhar a confiança de Lorelei, para que ele possa finalmente pegar Red John. |                                                           |                                      |                         |                         |
| (5-09) | "Black Cherry" "Cereja Negra"                             | Erika Green Swafford                 | 25 De Novembro De 2012  |                         |
| A CBI investiga o assassinato de um agente imobiliário que costumava ser de uma gangue. Enquanto sua irmã jura que ele não esteve envolvido em atividades de gangues por vários anos, a investigação revela ainda que o líder de sua antiga gangue o espancou recentemente e estava tentando encontrar ele na noite do assassinato. Jane também investiga local de trabalho da vítima, onde um grupo de pequenos agentes imobiliários disputa sobre cada venda. |                                                           |                                      |                         |                         |
| (5-10) | "Panama Red" "Olhos Vermelhos"                            | Michael Weiss                        | 15 De Dezembro De 2012  |                         |
| A morte de um botânico prodígio leva Jane e a equipe para o mundo dos produtores de maconha medicinal. Ninguém na fazenda, onde a vítima trabalhava parece saber por que alguém poderia querer matá-lo, mas logo Jane descobre um acordo paralelo que ele teve com uma empresa de tabaco de grande porte que estava a desenvolver uma nova variedade de maconha, em preparação para a legalização. A vítima havia roubado um frasco de sementes de vários milhões de dólares pouco antes de ser assassinado, Jane acredita que encontrar as sementes vai levá-lo direto para o assassino. Cho se junta à equipe de resposta rápida em um ataque a uma operação de falsificação. Durante a queda, ele fica chocado ao encontrar Summer - agora grávida de oito meses - no meio da ação. Ela diz que é uma inocente, mas Cho tem suas dúvidas. |                                                           |                                      |                         |                         |
| (5-11) | "Days of Wine & Roses" "Dias De Vinho e Rosas"            | Rebecca Perry Cutter                 | 12 De Janeiro De 2013   |                         |
| A equipe CBI visita um grande centro de reabilitação na Califórnia, a fim de investigar a morte de uma jovem modelo que era uma paciente. A vítima estava se recuperando da dependência de drogas, e que tinha sido envolvido romanticamente com um dos outros pacientes às escondidas. Ela também teve uma briga com um fotógrafo de moda desprezível pouco antes de entrar na reabilitação. Como as pistas acumulam, Jane precisa descobrir quem queria a jovem morta. Enquanto isso, Lisbon continua a procura de pistas que provem os crimes cometidos pelo bilionário Tommy Volker, mas encontra seu caminho bloqueado cada vez mais. |                                                           |                                      |                         |                         |
| (5-12) | "Little Red Corvette" "O Pequeno Carrinho Vermelho"       | Ken Woodruff                         | 19 De Janeiro De 2013   |                         |
| A CBI investiga o assassinato de um geólogo cujo corpo foi encontrado em um conjunto habitacional abandonado dois meses depois de sua morte. Lisbon é imediatamente atraída para o caso, porque o geólogo desapareceu logo após a gravação de um vídeo acusando o bilionário Tommy Volker de um massacre na Amazônia. Se Lisbon pode amarrar o assassinato de Tommy, ela pode finalmente conseguir seu homem. Jane encontra um carro de brinquedo na cena do crime, fazendo-o pensar que um menino pode ter testemunhado o assassinato. Enquanto ele começa a busca pela criança, Lisbon tem de decidir o quão longe ela irá para derrubar Tommy. |                                                           |                                      |                         |                         |
| (5-13) | "The Red Barn" "O Celeiro Vermelho"                       | Tom Szentgyorgyi                     | 28 de Janeiro de 2013   |                         |
| Três corpos são encontrados no porão de um celeiro abandonado, e a CBI é chamada para investigar. Exames forenses revelam que as vítimas tinham provavelmente sido morto por um tiro de espingarda 25 anos atrás. Com muito pouco para continuar, Jane procura moradores mais antigos da cidade, a fim de desvendar os mistérios por trás da fazenda falha. Jane descobre que a fazenda era de propriedade da Visualize, culto de Bret Stiles, e também descobre um símbolo familiar ao lado do celeiro: a marca de Red John. Essas mortes foram dez anos antes de as primeiras vítimas conhecidas de Red John, porém, assim que Jane começa a se perguntar se ele finalmente encontrou a origem de seu inimigo. |                                                           |                                      |                         |                         |
| (5-14) | "Red in Tooth and Claw" "Dentes e Garras Vermelhas"       | Jordan Harper                        | 17 de Fevereiro de 2013 |                         |
| Jane investiga o assassinato de uma estudante de pós-graduação que trabalhou no museu da universidade de história natural. Ela era uma estudante dedicada de biologia, e ganhou uma bolsa do reitor por seu trabalho, um triunfo que criou um clima de ciúmes entre seus colegas. Ela também tinha acabado de ser abandonada por seu namorado, um policial que terminou com ela depois de ter sido enviado anonimamente um link para seu perfil de namoro on-line. Jane mergulha no mundo surpreendente dos acadêmicos para descobrir pistas e encontrar o assassino, Lisbon tenta convencer Bertram a financiar uma licença para Van Pelt iniciar um seminário de hackers de computador. |                                                           |                                      |                         |                         |
| (5-15) | "Red Lacquer Nail Polish" "Esmalte Vermelho"              | Eoghan Mahony                        | 03 de Março de 2013     |                         |
| Jane e a equipe investigam o assassinato de uma rica herdeira de idade, cujos restos carbonizados são encontrados na sala de estar de uma mansão assombrada. Devido à riqueza da vítima, a lista de suspeitos é bastante longa. Ela tinha um sobrinho que estava processando ela a fim de assumir o controle da fortuna da família, um médico que prescrevia em excesso medicação, e um conhecido na casa dos veteranos de guerra que era alcoólatra. Mesmo quando as peças do quebra-cabeça se juntam, porém, Jane tem a sensação de que alguma coisa sobre este caso não tem sentido desde o início. |                                                           |                                      |                         |                         |
| (5-16) | "There Will Be Blood" "Haverá Sangue"                     | Ken Woodruff & David Appelbaum       | 10 de Março de 2013     |                         |
| Quando Lorelei Martins é capturada em vídeo matando uma mulher, Jane finalmente abre o jogo para Lisbon sobre a fuga da prisão e o sequestro. Lisbon ainda está disposta a trabalhar com Jane desde que ele diga a ela a verdade sobre Lorelei a partir de agora. A vítima, uma mulher que dirigia um abrigo para mulheres vítimas de violência, à primeira vista parece ser uma santa. Quando uma pista leva Jane direto a Lorelei, no entanto, ele descobre que ela provavelmente tinha algo a ver com a morte da irmã de Lorelei. |                                                           |                                      |                         |                         |
| (5-17) | "Red, White and Blue" "Vermelho, Branco e Azul"           | Tony Astrino                         | 17 de Março de 2013     |                         |
| A equipe CBI investiga o assassinato de um soldado feminino, cujo corpo é encontrado morto em um beco perto de uma base militar. A vítima trabalhava como médica em um hospital do exército, e passou muito de seu tempo atuando como uma "companheira de batalha" para os soldados feridos com prejuízos cognitivos e TEPT. Jane pega uma pausa quando ele descobre que um amigo da vítima ligou para o 911 e pode mesmo ter visto o assassinato ocorrer, mas a testemunha tem graves problemas de memória e não consegue lembrar nada da noite em questão. A equipe também descobre que algum dos soldados na unidade da vítima tinha sido denunciado por abuso sexual e que a soldado era suspeita da denúncia anônima. |                                                           |                                      |                         |                         |
| (5-18) | "Behind the Red Curtain" "Por Trás Da Cortina Vermelha"   | Erika Green Swafford & Eoghan Mahony | 24 de Março de 2013     |                         |
| Durante um evento de angariação de fundos para uma produção de teatro local, uma jovem estrela é empurrada para a morte da varanda do hotel. Como a equipe reúne pistas, eles descobrem que a produção problemática está cheio de possíveis suspeitos, da atriz principal desaparecendo aos dançarinos vingativos no elenco de apoio, quase todos tinham um motivo. Jane e Lisbon também questionam o ex-namorado, que possui extenso histórico de violência e más decisões. Como a noite de abertura do espetáculo se aproxima, a CBI deve se apressar para pegar o assassino. Jane divide seu tempo entre o teatro e o hospital, onde ele espera por Jason Lennon sair do coma. Jane espera de Lennon a informação que vai finalmente levá-lo a Red John. |                                                           |                                      |                         |                         |
| (5-19) | "Red Letter Day" "As Cartas Vermelhas"                    | Michael Weiss                        | 14 de Abril de 2013     |                         |
| Jane e o chefe da equipe de Percy, uma cidade do Velho Oeste run-down com uma indústria turística que está quebrando. Hollis Percy, cuja família é proprietária da cidade, desde os tempos da corrida do ouro, foi encontrado morto em seu escritório por parte das autoridades locais. Nos últimos dias, Hollis tinha vendido a maior parte da cidade, perturbando aqueles que construíram seus negócios no ramo turístico. Ele também recentemente voltou a beber, causando atritos com a família dele. Para piorar as coisas, uma série de laboratórios de metanfetamina em um bosque perto da cidade explodiu nas últimas semanas, assustando os moradores. Mas quem entre os cidadãos de Percy realmente matou Hollis?. Enquanto isso, Kirkland manda uma equipe se infiltrar na sala de Jane, na esperança de descobrir o que ele sabe sobre Red John. |                                                           |                                      |                         |                         |
| (5-20) | "Red Velvet Cupcakes" "Cupcakes Vermelhos"                | Rebecca Perry Cutter                 | 21 de Abril de 2013     |                         |
| Quando uma mulher é encontrada morta em sua casa, Jane imediatamente suspeita que seu marido, ausente em viagem é o assassino. O casal estava lidando com problemas em seu casamento, indo tão longe a ponto de ver um doutor do amor, que tem seu próprio programa de rádio local. Depois de fazer uma visita à estação, Jane decide usar o programa de rádio como parte de seu plano para encontrar o culpado. A seu pedido, Rigsby e Van Pelt “atuam” como um casal no show e são finalmente forçados a falar sobre sua complexa história romântica. |                                                           |                                      |                         |                         |
| (5-21) | "Red and Itchy" "Vermelho e Sarnento"                     | Daniel Cerone                        | 28 de Abril de 2013     |                         |
| Quando a casa de J.J LaRoche é roubada, ele, pessoalmente, pede a ajuda de Jane com o caso. Enquanto LaRoche atira e mata um dos ladrões e outro foge, ele diz a Jane que o outro fugiu com a caixa de segredo Tupperware que ele tem mantido escondido durante nove anos. LaRoche acredita que Jane sabe o que está dentro da caixa e pede-lhe para resolver o caso antes que os conteúdos sejam revelados e sua vida e carreira destruídas. LaRoche tem investigado um vazamento de informações dentro da CBI por meses, e ele suspeita que a pessoa responsável por falhas de segurança de alto nível dentro da agência também está por trás do roubo da Tupperware. Como Jane e Lisbon tentam encontrar o infiltrado e o ladrão, o resto da equipe tentam descobrir o mistério por trás do que LaRoche tem escondido na caixa. |                                                           |                                      |                         |                         |
| (5-22) | "Red John's Rules" "As Regras De Red John"                | Bruno Heller                         | 05 de Maio de 2013      |                         |
| Depois de passar dias trancado em sua sala, Jane finalmente emerge com uma lista de sete possíveis suspeitos a Red John. Antes que ele tenha a chance de investigar mais Lisbon interrompe com a notícia de um novo assassinato de Red John. O corpo de uma mulher foi encontrado morto em um quarto de motel, e Jane não leva muito tempo para perceber que ela era uma conhecida de sua antiga vida. Enquanto a equipe tenta encontrar o assassino "e o bebê da vítima, que foi sequestrado durante o assassinato" Jane questina se Red John matou essa mulher como uma mensagem pessoal para ele. |                                                           |                                      |                         |                         |

### 6ª Temporada (2013-2014)
Em 7 de Agosto de 2013, A CBS anunciou que Wayne Rigsby (Owaim Yeonam) e Grace Van Pelt (Amanda Righetti), ambos estão na série desde seu primeiro episódio, estarão se despedindo da série. Em substituição a eles estão entrando no elenco da série dois novos personagens principais, Os Agentes do FBI Kim Fischer e Dennis Abbott.
| Episódio | Título                                            | Diretor               | Roteirista                              | Exibição Original      | Audiência EUA (milhões) |
| --- | ------------------------------------------------- | --------------------- | --------------------------------------- | ---------------------- | ----------------------- |
| (6-01) | "The Desert Rose" "A Rosa do Deserto"             | Chris Long            | Bruno Heller                            | 29 de setembro de 2013 | 9.70                    |
| Jane e Lisbon continuam secretamente a missão perigosa de afunilar a lista dos sete suspeitos ao mesmo tempo em que investigam o assassinato de um homem que estava desaparecido nos últimos dois anos. |                                                   |                       |                                         |                        |                         |
| (6-02) | "Black-Winged Red Bird" "Cardeal Ferido"          | Robert Duncan McNeill | Tom Szentgyorgyi                        | 6 de outubro de 2013   | 8.66                    |
| Patrick Jane descobre uma importante pista dos métodos de Red John enquanto o time bate de frente com quatro dos suspeitos. Para completar, a CBI investiga o caso de um engenheiro de softwares morto em um ataque |                                                   |                       |                                         |                        |                         |
| (6-03) | "Wedding in Red" "Casamento Sangrento"            | Randy Zisk            | Daniel Cerone                           | 13 de outubro de 2013  | 9.38                    |
| Patrick Jane coloca o CBI envolvido em um caso em Napa para poder focar sua atenção no xerife McAllister. Enquanto investigam a morte de um homem encontrado em um lago atrás de uma igreja, Jane e Lisbon prestam atenção em McAllister. No desenrolar do caso Van Pelt e Rigsby caminham pelo altar.                                                                               |                                                   |                       |                                         |                        |                         |
| (6-04) | "Red Listed" "Lista Vermelha"                     | Eric Laneuville       | Rebecca Perry Cutter                    | 20 de outubro de 2013  | 7.75                    |
| Jane e Lisbon partem para investigar a morte de um homem. Jane é acusado de envolvimento na morte, pelo investigador do FBI por sua proximidade com a vítima. Jane revela a Lisbon que não o matou, mas que pode ser responsável pela morte. Jans então revela que uma a lista de falsos suspeitos, plantada por ele, foi roubada, o que significa que esses homens estão em perigo. |                                                   |                       |                                         |                        |                         |
| (6-05) | "The Red Tattoo" "As Tatuagens Vermelhas"         | Tawnia McKiernan      | Eoghan Mahony                           | 27 de outubro de 2013  | 8.82                    |
| Quando um membro proeminente da Visualize é misteriosamente assassinado, Jane investiga o caso na esperança de conseguir uma pista que o leve a Red John. |                                                   |                       |                                         |                        |                         |
| (6-06) | "Fire and Brimstone" "Fogo e Enxofre"             | John F. Showalter     | Ken Woodruff                            | 3 de novembro de 2013  | 8.46                    |
| Com a pista final em mãos, Jane tenta juntar todos os suspeitos restantes em um mesmo local para finalmente revelar a identidade do Red John. |                                                   |                       |                                         |                        |                         |
| (6-07) | "The Great Red Dragon" "O Grande Dragão Vermelho" | Elodie Keene          | Jordan Harper                           | 10 de novembro de 2013 | 9.72                    |
| Depois dos eventos chocantes na casa de Jane, a lista da identidade de Red John fica ainda menor, o que faz com que a CBI coloque os suspeitos restantes como prioridade. |                                                   |                       |                                         |                        |                         |
| (6-08) | "Red John"                                        | Chris Long            | Bruno Heller                            | 17 de novembro de 2013 | 10.94                   |
| Patrick Jane finalmente fica cara-a-cara com Red John, o serial killer que ele está procurando desde que matou sua esposa e filha. Por 10 anos, Jane tem caçado seu inimigo em busca por justiça. |                                                   |                       |                                         |                        |                         |
| (6-09) | "My Blue Heaven" "Meu Céu Azul"                   | Simon Baker           | Tom Szentgyorgyi                        | 24 de novembro de 2013 | 9.58                    |
| Dois anos depois do fechamento do caso de Red John, Jane recebe uma surpreendente oferta de trabalho que pode mudar sua vida. |                                                   |                       |                                         |                        |                         |
| (6-10) | "Green Thumb" "Polegar Verde"                     | Robert Duncan McNeil  | Daniel Cerone                           | 8 de dezembro de 2013  | 9.97                    |
| O FBI, relutantemente, recruta Jane para ajudar a encontra um programador desaparecido, mas ele não ajudará a não ser que Lisbon seja trazida a bordo também. |                                                   |                       |                                         |                        |                         |
| (6-11) | "White Lines" "Linhas Brancas"                    | Guy Ferland           | Ken Woodruff                            | 5 de janeiro de 2014   | 10.22                   |
| O FBI recebe a tarefa de encontrar o assassino de vários agentes da Narcóticos, e Jane sai em um encontro com uma linda mulher associada com o caso. |                                                   |                       |                                         |                        |                         |
| (6-12) | "Golden Hammer" "Martelo Dourado"                 | Jim Hayman            | Michael Weiss                           | 12 de janeiro de 2014  | 9.58                    |
| Jane e o FBI investigam o assassinato de um cartógrafo high-tech que pode ter encontrado uma célula espiã antes de sua morte. Enquanto isso, Rigby e Van Pelt se veem na investigação de uma conspiração alarmante. |                                                   |                       |                                         |                        |                         |
| (6-13) | "Black Helicopters" "Helicópteros negros"         | Randy Zisk            | Erika Green Swafford                    | 9 de março de 2014     | 9.95                    |
| A investigação de Jane o leva a se juntar a uma comunidade separatista, depois que uma advogada americana é encontrada morta no México, embora não haja registros de que ela tenha cruzado a fronteira. Além disso, Rigsby e Van Pelt convencem J.J. LaRoche a ajudá-los a descobrir quem está perseguindo antigos membros da CBI.                                                   |                                                   |                       |                                         |                        |                         |
| (6-14) | "Grey Water" "Água Cinzenta"                      | Geary McLeod          | David Appelbaum                         | 16 de março de 2014    | 8.65                    |
| Jane e Fischer investigam um assassinato em uma estação de petróleo, enquanto Rigsby e Van Pelt viajam para Austin para ajudar a investigar suspeitos em uma série de ataques a antigos membros da CBI. |                                                   |                       |                                         |                        |                         |
| (6-15) | "White as the Driven Snow" "Branco como a Neve"   | Chris Long            | Eoghan Mahony                           | 23 de março de 2014    | 8.02                    |
| Grace Van Pelt é sequestrada pelo assassino que está caçando antigos membros da CBI, mas, quando o principal suspeito parece ter um álibi sólido, Jane deve confiar em suas habilidades para localizá-la antes que seja tarde demais. |                                                   |                       |                                         |                        |                         |
| (6-16) | "Violets" "Violetas"                              | J. Miller Tobin       | Jordan Harper                           | 30 de março de 2014    | 8.72                    |
| Jane pede a ajuda dos colegas em uma perigosa operação para pegar uma equipe letal de ladrões de arte. Enquanto isso, faíscas voam entre Lisbon e um agente do esquadrão de arte do FBI. |                                                   |                       |                                         |                        |                         |
| (6-17) | "Silver Wings of Time" "Asas de Prata do Tempo"   | James Hayman          | Tom Szentgyorgyi & Rebecca Perry Cutter | 13 de abril de 2014    | 9.02                    |
| Jane e o FBI compram a causa de um condenado à morte que tem apenas dois dias para provar sua inocência antes da sentença final. |                                                   |                       |                                         |                        |                         |
| (6-18) | "Forest Green" "Floresta Verde"                   | Eric Laneuville       | Jeffrey Hatcher                         | 20 de abril de 2014    | 8.65                    |
| Quando uma mulher é encontrada morta perto de um clube social para homens, Jane tem que encontrar um jeito de se insinuar para o grupo insular para encontrar o assassino. |                                                   |                       |                                         |                        |                         |
| (6-19) | "Brown Eyed Girls" "Garotas de Olhos Castanhos"   | Sylvain White         | Eoghan Mahony & Michael Weiss           | 27 de abril de 2014    | 8.63                    |
| Um encontro casual com um indivíduo de aparência suspeita leva Jane e Lisbon para descobrir uma vasta rede de contrabando humano. Enquanto isso, Lisbon continua tentada pela oferta de Pike de se mudar para Washington, D.C. com ele.. |                                                   |                       |                                         |                        |                         |
| (6-20) | "Il Tavolo Bianco" "A mesa branca"                | Tom Snyder            | Daniel Cerone & Erika Green Swafford    | 4 de maio de 2014      | 8.42                    |
| A liberdade de Jane está em jogo quando um Grande Juri é convocado para decidir se ele deve ser julgado pelo assassinato de Red John. Enquanto isso, Lisbon tenta descobrir como Jane se sente sobre a possibilidade de ela deixar Austin com Pike, e Cho e Abbott seguem novas pistas sobre o caso de tráfico humano que eles recentemente descobriram.                             |                                                   |                       |                                         |                        |                         |
| (6-21) | "Black Hearts" "Corações Negros"                  | Randy Zisk            | David Appelbaum & Ken Woodruff          | 11 de maio de 2014     | 8.64                    |
| Com o tempo correndo para salvar as vítimas de sequestro antes de elas serem transportadas para o exterior, Jane e Lisbon tentam entrar na mente do responsável pelos sequestros. Enquanto isso, Lisbon decide se vai ou não para D.C. |                                                   |                       |                                         |                        |                         |
| (6-22) | "Blue Birds" "Passaros azuis"                     | Chris Long            | Bruno Heller                            | 18 de maio de 2014     | 9.69                    |
| Jane e Lisbon investigam a veracidade de uma nova pista de um antigo caso de assassinato que aconteceu em Miami. |                                                   |                       |                                         |                        |                         |

### 7ª Temporada (2014-2015)
| Episódio | Título                                                             | Diretor         | Roteirista                                      | Exibição Original       | Audiência EUA (milhões) |
| --- | ------------------------------------------------------------------ | --------------- | ----------------------------------------------- | ----------------------- | ----------------------- |
| (7-01) | "Nothing But Blue Skies" "Nada a Não Ser o Céu Azul"               | Chris Long      | Tom Szentgyorgyi                                | 30 de novembro de 2014  | 10.89                   |
| Jane e Lisbon começam o novo relacionamento, porém precisam esconder o que sentem um pelo outro dos colegas enquanto investigam a morte de um agente infiltrado.                                                                            |                                                                    |                 |                                                 |                         |                         |
| (7-02) | "The Graybar Hotel" "O Hotel Graybar"                              | Bill Eagles     | Jordan Harper                                   | 7 de dezembro de 2014   | 8.70                    |
| Lisbon finge ser uma prisioneira para tentar fazer com que uma condenada mude de lado e entregue o namorado, o líder de uma rede de roubos de carros de luxo.                                                                               |                                                                    |                 |                                                 |                         |                         |
| (7-03) | "Orange Blossom Ice Cream" "Sorvete de Flor de Larangeira"         | Chris Long      | Tom Szentgyorgyi                                | 14 de dezembro de 2014  | 8.41                    |
| Jane e Lisbon viajam para Beirute, onde devem trabalhar com Erica Flynn, a conhecida adversária de Jane. |                                                                    |                 |                                                 |                         |                         |
| (7-04) | "Black Market" "Mercado Negro"                                     | Michael Nankin  | Tom Donaghy                                     | 21 de dezembro de 2014  | 8.68                    |
| A equipe investiga um assassinato ligado a uma operação de falsificação de diamantes, mas uma doença obriga Jane a confiar em seus colegas enquanto ele se recupera.                                                                        |                                                                    |                 |                                                 |                         |                         |
| (7-05) | "Silver Briefcase" "Maleta de Prata (Praeada)"                     | Simon Baker     | Jordan Harper                                   | 28 de dezembro de 2014  | 8.48                    |
| Um encontro casual com um coronel militar (Aaron Raymond) leva Jane a reabrir um caso de assassinato. |                                                                    |                 |                                                 |                         |                         |
| (7-06) | "Green Light" "Luz Verde"                                          | Geary McLeod    | Alex Berger                                     | 7 de janeiro de 2015    | 9.05                    |
| O FBI é chamado para investigar uma operação fracassada do DEA, mas o ex-colega de Abbott poderá desviar a investigação.. e a carreira de Abbott.                                                                                           |                                                                    |                 |                                                 |                         |                         |
| (7-07) | "Little Yellow House" "Casa Amarela"                               | TBA             | Marisa Wegrzyn                                  | 14 de janeiro de 2015   | 9.36                    |
| Uma investigação de assassinato se torna algo pessoal para Lisbon quando ela descobre que seu irmão mais novo, Jimmy (Rob Belushi), está sendo procurado por ser a principal testemunha.                                                    |                                                                    |                 |                                                 |                         |                         |
| (7-08) | "The Whites of His Eyes" "O Brando dos Olhos Dele"                 | Rod Holcomb     | Erin Donovan                                    | 21 de janeiro de 2015   | 9.60                    |
| Jane se preocupa com a segurança de Lisbon quando o FBI fica no meio de assassino habilidoso e seu alvo: uma testemunha numa investigação de assassinato.                                                                                   |                                                                    |                 |                                                 |                         |                         |
| (7-09) | "Copper Bullet" "Bala de Cobre"                                    | TBA             | Tom Donaghy                                     | 28 de janeiro de 2015   | 9.17                    |
| O velho chefe de Abbott, agente Peterson, ameaça a carreira - e possivelmente a liberdade - de seu antigo subalterno, o que leva Jane a arquitetar um arriscado plano para proteger o futuro do amigo.                                      |                                                                    |                 |                                                 |                         |                         |
| (7-10) | "Nothing Gold Can Stay" "Nada de Ouro Permanece"                   | Paul A. Kaufman | Alex Berger                                     | 4 de fevereiro de 2015  | 8.97                    |
| Jane toma medidas drásticas quando tenta apreender uma gangue armada de ladrões de carros, antes que o desespero dos criminosos que continuam livres custe mais vidas de inocentes.                                                         |                                                                    |                 |                                                 |                         |                         |
| (7-11) | "Byzantium" "Bizancio"                                             | Nina Corrado    | Jordan Harper & Marisa Wegrzyn                  | 11 de fevereiro de 2015 | 9.10                    |
| Um jovem alegando ter poderes psíquicos oferece ajuda ao FBI para a resolução de um par de assassinatos, mas quando ele os leva a outras vítimas, Jane e sua equipe começam a suspeitar que ele é na verdade o assassino que estão caçando. |                                                                    |                 |                                                 |                         |                         |
| (7-12) | "Brown Shag Carpet (Parte 1)" "Tapete Marrom de Pelúcia (Parte 1)" | TBA             | Tom Szentgyorgyi                                | 18 de fevereiro de 2015 | 9.77                    |
| Jane concorda em fingir ser um renomado médium mais uma vez para ser usado como isca a fim de atrair um assassino em série, dando ao FBI a chance de prender o criminoso.                                                                   |                                                                    |                 |                                                 |                         |                         |
| (7-13) | "Brown Shag Carpet (Parte 2)" "Tapete Marrom de Pelúcia (Parte 2)" | Chris Long      | Bruno Heller & Tom Szentgyorgyi & Jordan Harper | 18 de fevereiro de 2015 | 10.15                   |
| Lisbon aceita o pedido de casamento surpresa de Jane, mas a jornada de vingança de um assassino pode custar o final feliz que eles trabalharam duramente para conseguir.                                                                    |                                                                    |                 |                                                 |                         |                         |